# Cartoonito (Asia)
Cartoonito è un canale televisivo edito da Warner Bros. Discovery International visibile 24 ore su 24 via cavo. 
Nato inizialmente il 1° dicembre 2012 (giorno in cui Boomerang diventò Toonami), il canale è stato sostituito il 1° gennaio 2015 proprio da Boomerang, ritornando poi il 28 luglio 2023. È la versione asiatica del marchio multinazionale; trasmette programmi rivolti ai bambini di età compresa tra 2 e 6 anni.

## Storia

### Gli albori (2012-15)
La versione originale di Cartoonito è stata lanciata il 1° dicembre 2012. Il canale è stato chiuso il 1° gennaio 2015, sostituito da Boomerang grazie al rebranding globale che il canale ha subito del 2015.

### Il ritorno (2023-)
Come parte del rilancio di Cartoonito del 2021, il marchio è tornato in Asia come blocco sia su Cartoon Network che su Boomerang, rispettivamente a marzo e maggio 2022; il blocco di Cartoon Network è stato chiuso a novembre dello stesso anno. Il 28 giugno 2023, Warner Bros. Discovery ha annunciato che Cartoonito sarebbe tornato a essere un canale a sé stante e il passaggio da Boomerang a Cartoonito è avvenuto il 28 luglio di quell'anno.

## Fruibilità

### Malesia
In Malesia Cartoonito trasmette tramite Unifi TV, oltre alle pubblicità locali dei fornitori del servizio.

### Thailandia
In Thailandia Cartoonito è stato trasmesso solo nella sua 1ª versione, visto che Boomerang (ora Boom) è ancora in onda nel paese.

### Indonesia
In Indonesia Cartoonito è stato trasmesso su Transvision (una sussidiaria di CT Corp) e su IndiHome TV (parte di Telkom Indonesia). Alcuni programmi utilizzano le lingue indonesiane e possono essere sottotitolati in inglese.

### Filippine e Giappone
Nelle Filippine ed in Giappone, Cartoonito trasmetteva come canale e la sua programmazione proveniva direttamente dal feed panasiatico. Il canale venne però trasmesso in questi territori solo nella sua 1° versione, aggiungendo però nel 2022 un blocco dedicato nei canali Cartoon Network (Filippine) e Cartoon Network (Giappone).

### Vietnam
In Vietnam Cartoonito Asia trasmette in lingua vietnamita e propone spot pubblicitari tradotti in vietnamita.

### Taiwan
In Taiwan Cartoonito trasmette in mandarino taiwanese.

## Loghi

2012 - 2015
Dal 2023